# Ingelore Buchholz
Ingelore Buchholz (* 26. Oktober 1936 in Magdeburg; † 21. Juli 2006 ebenda) war von 1964 bis 2001 Leiterin des Stadtarchivs Magdeburg und Autorin regionalgeschichtlicher Beiträge.

## Leben

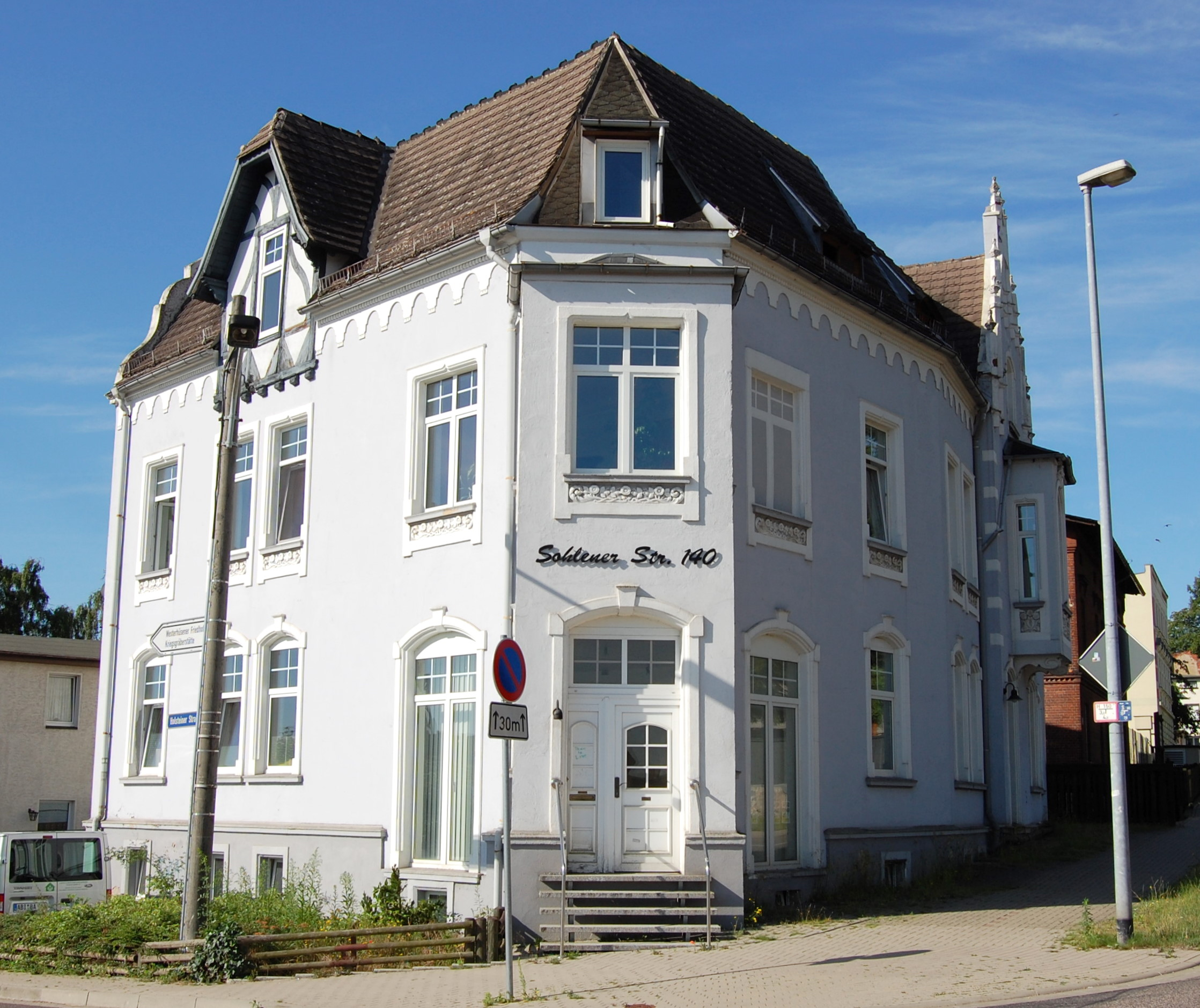
Wohnhaus in der Sohlener Straße 140

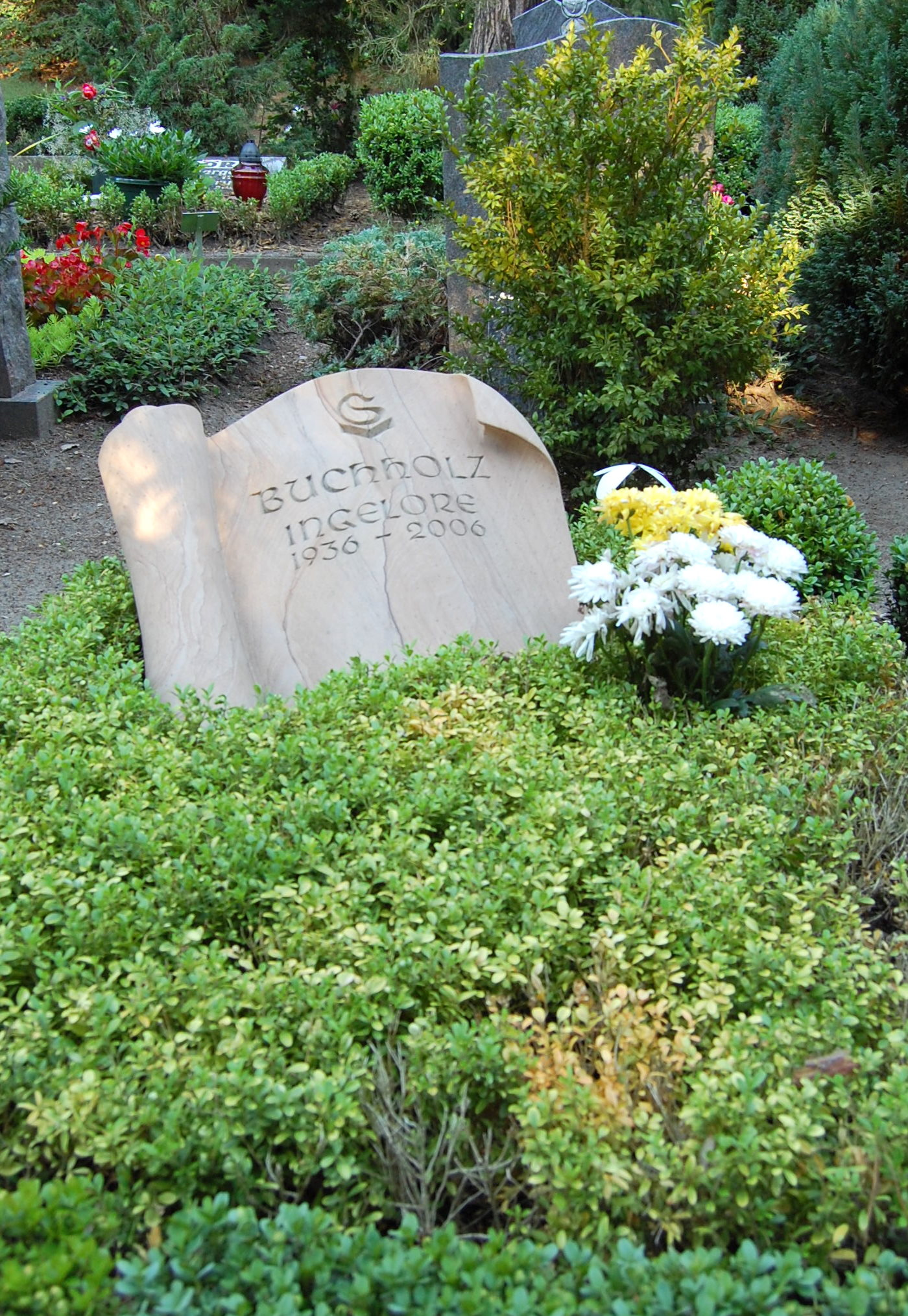
Grabstätte auf dem Friedhof Westerhüsen

Buchholz studierte nach dem Abitur in den 1950er Jahren Geschichtswissenschaften an der Friedrich-Schiller-Universität Jena.
Am 1. Februar 1959 begann sie ihre Tätigkeit im Stadtarchiv Magdeburg, dessen Leiterin sie fünf Jahre später wurde. In den 1970er Jahren schloss sie zusätzlich ein Fernstudium der Archivwissenschaften bei Botho Brachmann als Diplom-Archivarin ab. Sie war Mitglied der SED. In der Zeit ihrer Leitungstätigkeit erschloss sie durch Ordnungs- und Verzeichnungsarbeiten die Archivbestände der Öffentlichkeit. In den letzten beiden Dienstjahren erarbeitete sie eine Bestandsübersicht des Archivs, die 2002 erschien. Am 1. November 2001 trat sie in den Ruhestand. Sie lebte im Magdeburger Stadtteil Westerhüsen in der Sohlener Straße 140. Nach schwerer Krankheit verstarb sie im Jahr 2006 und wurde auf dem Friedhof Westerhüsen beigesetzt.

## Wirken
Buchholz veröffentlichte mit ihren Archivmitarbeitern diverse Bücher, Schriften und Beiträge vor allem zur Geschichte der Stadt Magdeburg. Themen waren z. B. die Straßen und Straßennamen der Magdeburger Altstadt und das Wirken Magdeburger Bürgermeister. So war sie auch 1975 und 1977 Mitglied des Redaktionskollegiums der 1. und 2. Auflage der Geschichte der Stadt Magdeburg. Buchholz gehörte außerdem zu den Autoren des im Jahr 2002 erschienenen Magdeburger Biographischen Lexikons.
Aktiv beteiligte sie sich an den Vorbereitungen zur 1200-Jahr-Feier Magdeburgs im Jahr 2005. Sie arbeitete hierfür im „Arbeitskreis Stadtgeschichte“ mit und gehörte zu den Autoren des von der Stadt herausgegebenen Werkes Magdeburg. Die Geschichte der Stadt 805–2005.
Ihr letztes Werk war ein Kartenwerk Magdeburg in Ansichten, Karten und Plänen, welches jedoch erst nach ihrem Tod erschien.

## Publikationen
- Was Magdeburger Straßennamen erzählen, ca. 1983, Herausgeber SED-Stadtleitung Magdeburg
- Der Breite Weg – Magdeburg. Geschichten einer Strasse. Helmut Block Verlag, 1990. ISBN 3-910173-00-4 (Block neue Reihe: Städtebilder)
- mit Maren Ballerstedt und Konstanze Buchholz: Straßen der Magdeburger Altstadt, Magdeburg 1991, ISBN 3-910173-07-9
- mit Maren Ballerstedt und Konstanze Buchholz: Magdeburger Bürgermeister, ohne Jahresangabe, nach 1989
- Magdeburg, so wie es war (= Fotografierte Zeitgeschichte). Band 1: Droste Verlag, Düsseldorf 1991, ISBN 978-3-7700-0958-9. Band 2: Droste Verlag, Düsseldorf 1997, ISBN 978-3-7700-1084-4.